# NOBUO
NOBUO（のぶお、1988年3月10日 - ）は、アクションレースゲーム『マリオカートシリーズ』を専門とする日本のプロeスポーツ選手。本名は高木 伸夫（たかぎ のぶお）。広島県出身、血液型O型。
マリオカートシリーズの名人で、過去には世界大会6連覇を達成。ニンテンドードリームでゲーム記事や攻略本を作成。Team GRAPHTのサポートを受けるプロゲーミングチーム「Radical Stormerz」のリーダーである。YouTuberとして活動しており、定期配信やゲームの生実況解説を行なっている。また松竹芸能にも所属し、e-sports部のコーチを務める。他にBlue Boat Beansの歌手としても活動し、2013年に2曲手掛けている。

## 実績
- マリオテニス64 大阪大会ベスト16
- マリオカートアドバンス グランプリ 2001 大阪大会午前の部 第4位[1]
- マリオカートGBA モバイル全国優勝4冠
- マリオカート ダブルダッシュ!!　任天堂ホームページ 全4連覇[2]
- マリオカートDS公式タイムアタック大会 マリオサーキット優勝[3]
- ジャンプフェスタ 準優勝
- マリオカートwii 世界大会6連覇
- マリオカート7 WHF'12Winterトーナメント優勝
- マリオテニスオープン WHF'12Summerチャンピオンシップトーナメント優勝
- ウイニングイレブン2013 公式トーナメント優勝
- マリオカート8 2014世界大会優勝
- マリオカート8 2015世界大会優勝（サポートメンバー）